# Brent McMahon
Brent McMahon (* 17. September 1980 in Kelowna, British Columbia) ist ein kanadischer Triathlet, zweifacher Starter bei den Olympischen Sommerspielen (2004, 2012) und Ironman-Sieger (2014, 2016, 2017, 2018, 2022).

## Werdegang

### Olympische Sommerspiele 2004
Bei den Olympischen Sommerspielen in Athen belegte er 2004 den 39. Rang. 2005 wurde er Dritter bei der Weltmeisterschaft im Cross-Triathlon und 2008 konnte er diesen Erfolg wiederholen.

### Olympische Sommerspiele 2012
2012 konnte er sich erneut für einen Startplatz bei den Olympischen Spielen qualifizieren und er belegte den 27. Rang.

### Sieger Ironman 2014
Im November 2014 startete er in Arizona erstmals auf der Ironman-Distanz und er konnte das Rennen nach 7:55:38 h mit neuem Streckenrekord gewinnen. Er war damit mit der schnellsten Zeit eines kanadischen Athleten eingetragen auf der Liste der Weltbestzeiten der Männer, bis diese im November wieder von Lionel Sanders unterboten wurde.
Seit Anfang des Jahres 2015 startet er für das neu gegründete Bahrain Elite Endurance Triathlon Team, welches von Chris McCormack geleitet wird.
Im Mai 2016 gewann er den Ironman Brasil, konnte mit seiner Siegerzeit von 7:46:10 Stunden den Streckenrekord verbessern und stellte damit die zweitschnellste je bei einem Ironman-Rennen erzielte Zeit ein.

2016 konnte er sich erneut für einen Startplatz beim Ironman Hawaii qualifizieren, zusammen mit sieben anderen Athleten aus seinem Team: Mit den beiden Titelverteidigern Daniela Ryf und Jan Frodeno, mit Jodie Swallow, David Pleše, James Cunnama, Terenzo Bozzone und Ben Hoffman. Er belegte am 8. Oktober den 30. Rang. Im November wurde er – wie schon im Vorjahr – Zweiter beim Ironman Arizona.
Beim Ironman USA erzielte er im Juli 2017 in Lake Placid seinen dritten Sieg in einem Ironman-Rennen. Im Juli 2018 gewann der damals 37-Jährige den Ironman Canada.
Mit dem Ironman Wisconsin gewann er im September 2022 sein fünftes Ironman-Rennen.

## Sportliche Erfolge
| Datum/Jahr    | Rang | Wettbewerb                                   | Austragungsort | Zeit     | Bemerkung |
| ------------- | ---- | -------------------------------------------- | -------------- | -------- | --- |
| 30. Okt. 2021 | 6    | Ironman 70.3 California                      | Oceanside      | 03:52:15 | |
| 23. Juni 2019 | 2    | Ironman 70.3 Mont-Tremblant                  | Mont-Tremblant | 03:50:51 | |
| 12. Mai 2019  | 1    | Ironman 70.3 Monterrey                       | Monterrey      | 03:43:19 | |
| 5. Dez. 2015  | 5    | Ironman 70.3 Bahrain                         | Manama         | 03:15:24 | drittes Rennen der „Challenge Triple-Crown-Serie“ – das Rennen musste witterungsbedingt als Duathlon ausgetragen werden |
| 30. Aug. 2015 | 1    | Challenge Penticton Half                     | Penticton      |          | |
| 2. Mai 2015   | 2    | Ironman 70.3 St. George                      | St. George     | 03:53:22 | |
| 28. Sep. 2014 | 1    | Ironman 70.3 Augusta                         | Augusta        |          | |
| 7. Juni 2014  | 1    | Ironman 70.3 Boise                           | Boise          |          | |
| 31. Mai 2014  | 1    | Ironman 70.3 Hawaii                          | Hawaii         |          | |
| 3. Mai 2014   | 2    | Ironman 70.3 St. George                      | St. George     |          | |
| 23. Juni 2013 | 2    | Ironman 70.3 Mont-Tremblant                  | Mont-Tremblant |          | |
| 8. Juni 2013  | 2    | Ironman 70.3 Boise                           | Boise          |          | |
| 7. Aug. 2012  | 27   | Olympische Sommerspiele 2012                 | London         | 01:50:03 | |
| 28. Juni 2009 | 3    | ITU Triathlon World Championship Mixed Relay | Des Moines     |          | Triathlon-Weltmeisterschaft Mixed Team – mit Lauren Groves, Kathy Tremblay und Simon Whitfield                          |
| 5. Apr. 2009  | 1    | Ironman 70.3 New Orleans                     | New Orleans    |          | |
| 26. Aug. 2004 | 39   | Olympische Sommerspiele 2004                 | Athen          | 01:59:44 | |

| Datum/Jahr    | Rang | Wettbewerb        | Austragungsort | Zeit     | Bemerkung                                                  |
| ------------- | ---- | ----------------- | -------------- | -------- | ---------------------------------------------------------- |
| 11. Sep. 2022 | 1    | Ironman Wisconsin | Madison        | 08:36:02 |                                                            |
| 7. Nov. 2020  | 8    | Ironman Florida   | Panama City    | 08:14:22 |                                                            |
| 29. Juli 2018 | 1    | Ironman Canada    | Whistler       | 08:81:33 |                                                            |
| 19. Nov. 2017 | 2    | Ironman Arizona   | Tempe          | 08:07:40 | als schnellster Schwimmer                                  |
| 23. Juli 2017 | 1    | Ironman USA       | Lake Placid    | 08:13:53 |                                                            |
| 20. Nov. 2016 | 2    | Ironman Arizona   | Tempe          | 07:50:15 |                                                            |
| 8. Okt. 2016  | 30   | Ironman Hawaii    | Hawaii         | 08:45:45 |                                                            |
| 29. Mai 2016  | 1    | Ironman Brasil    | Florianópolis  | 07:46:10 | mit persönlicher Ironman-Bestzeit und neuem Streckenrekord |
| 15. Nov. 2015 | 2    | Ironman Arizona   | Tempe          | 08:00:57 |                                                            |
| 10. Okt. 2015 | 9    | Ironman Hawaii    | Hawaii         | 08:30:13 | Ironman-Weltmeisterschaft                                  |
| 16. Nov. 2014 | 1    | Ironman Arizona   | Tempe          | 07:55:38 |                                                            |

| Datum/Jahr    | Rang | Wettbewerb                 | Austragungsort | Zeit | Bemerkung                         |
| ------------- | ---- | -------------------------- | -------------- | ---- | --------------------------------- |
| 26. Okt. 2008 | 3    | Xterra World Championships | Maui           |      |                                   |
| 23. Okt. 2005 | 3    | Xterra World Championships | Maui           |      | Weltmeisterschaft Cross-Triathlon |

(DNF – Did Not Finish)